# コウ・レイ
コウ・レイ（中国語:寇 磊、Kou Lei、1987年11月20日 - ）は、中国出身のウクライナの卓球選手。

## 経歴
中国・北京市出身。のちにウクライナに帰化し、2008年の北京オリンピックにウクライナ代表としてオリンピック初出場。世界選手権にも2008年以降毎年出場している。
2016年のリオデジャネイロオリンピック男子シングルスでは、シモン・ゴーズィらを破りベスト16に入った。
2017年のヨーロッパトップ16でベスト4に入賞している。同年4月の世界ランキングで自己最高の20位を記録した。
ドイツ・ブンデスリーガのグレンツァオに2016年から2018年まで所属していた。

## プレースタイル
強靭な肉体から繰り出されるドライブはフォア・バックともに強力で、ノータッチで抜き去ることも多い。バックハンドサービス、YGサービスなど逆横回転のサービスをよく使っている。